# Maria-Victoria Dragus
Maria-Victoria Drăguș (Galați, 1994) es una actriz rumana-alemana.  Entre sus obras notables se encuentra Si no nosotros, ¿quién?, Draussen ist Sommer y Kill Me. Es conocida por la película ganadora de un Palme d'Or en 2009, La cinta blanca. Ha tenido papeles recurrentes en Dance Academy y SOKO Leipzig.

## Vida personal
Tiene una hermana pequeña llamada Paraschiva.

## Filmografía selecta
- La cinta blanca (2009)
- 24 Weeks (2016)
- Graduation (2016)
- Tiger Girl (2017)
- Mary Queen of Scots (2018)

## Premios
- 2014 Shooting Stars Award en el Berlin International Film Festival